# Medaller dels Jocs Olímpics d'hivern de 1998

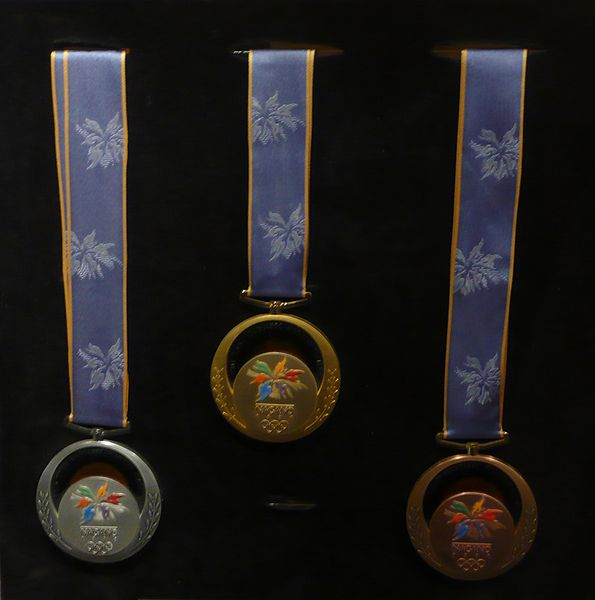
Medalles de plata, or i bronze.

El medaller dels Jocs Olímpics d'Hivern de 1998 presenta totes les medalles lliurades als esportistes guanyadors de les proves disputades en aquest esdeveniment, realitzat entre els dies 7 i 22 de febrer de 1998 a la ciutat de Nagano (Japó).
Les medalles apareixen agrupades pels Comitès Olímpics Nacionals participants i s'ordenen de forma decreixent contant les medalles d'or obtingudes; en cas d'haver empat, s'ordena d'igual forma contant les medalles de plata i, en cas de mantenir-se la igualtat, es conten les medalles de bronze. Si dos equips tenen la mateixa quantitat de medalles d'or, plata i bronze, es llisten en la mateixa posició i s'ordenen alfabèticament.
Alemanya aconseguí guanyar el major nombre de medalles d'or (12) així com el màxim nombre de medalles (29). Dinamarca aconseguí guanyar la seva primera medalla olímpica, alhora que Bulgària i la República Txeca aconseguiren la seva primera medalla olímpica d'or.

## Medaller

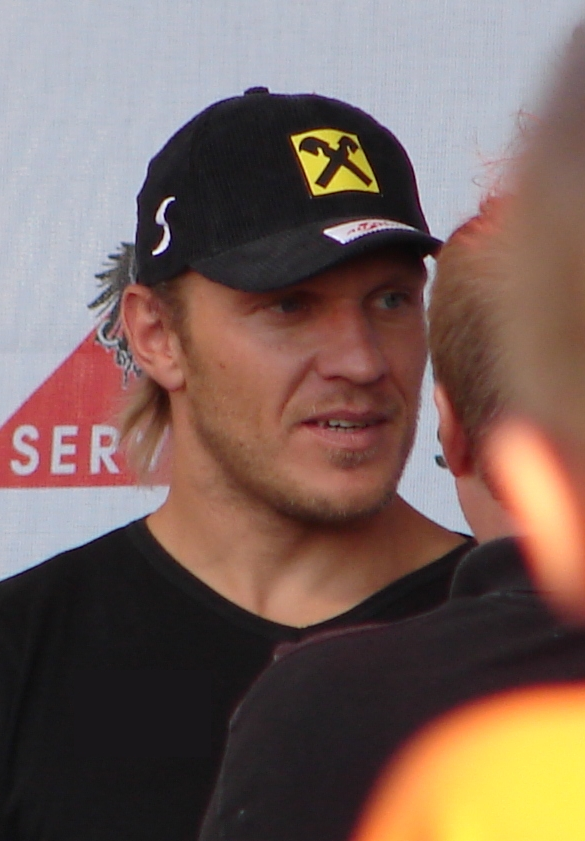
L'esquiador austríac Herman Maier, guanyador de dues medalles d'or.

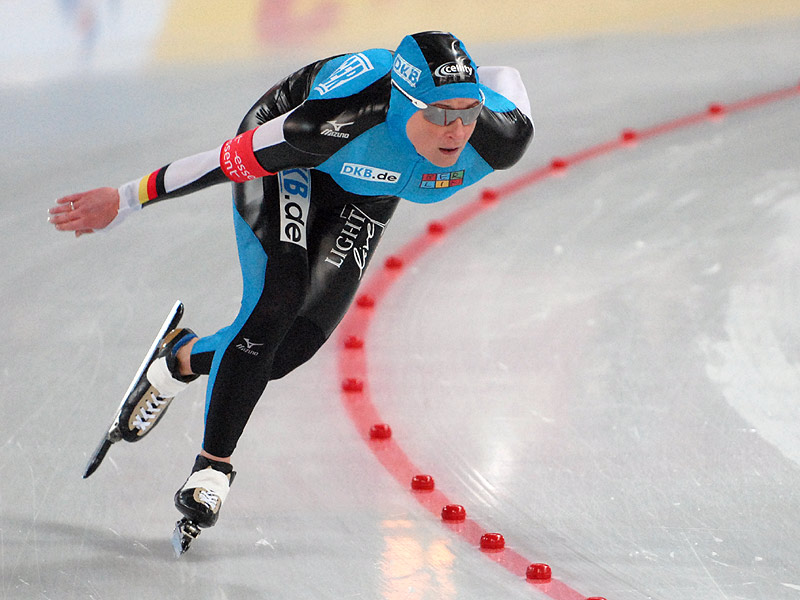
La patinadora alemanya Claudia Pechstein, guanyadora d'una medalla d'or i una de plata.

| Jocs Olímpics d'hivern de 1998 | Jocs Olímpics d'hivern de 1998 | Jocs Olímpics d'hivern de 1998 | Jocs Olímpics d'hivern de 1998 | Jocs Olímpics d'hivern de 1998 | Anells Olímpics |
| Posició                        | CON                            | Or                             | Plata                          | Bronze                         | Total           |
| 1                              | Alemanya                       | 12                             | 9                              | 8                              | 29              |
| 2                              | Noruega                        | 10                             | 10                             | 5                              | 25              |
| 3                              | Rússia                         | 9                              | 6                              | 3                              | 18              |
| 4                              | Canadà                         | 6                              | 5                              | 4                              | 15              |
| 5                              | Estats Units                   | 6                              | 3                              | 4                              | 13              |
| 6                              | Països Baixos                  | 5                              | 4                              | 2                              | 11              |
| 7                              | Japó                           | 5                              | 1                              | 4                              | 10              |
| 8                              | Àustria                        | 3                              | 5                              | 9                              | 17              |
| 9                              | Corea del Sud                  | 3                              | 1                              | 2                              | 6               |
| 10                             | Itàlia                         | 2                              | 6                              | 2                              | 10              |
| 11                             | Finlàndia                      | 2                              | 4                              | 6                              | 12              |
| 12                             | Suïssa                         | 2                              | 2                              | 3                              | 7               |
| 13                             | França                         | 2                              | 1                              | 5                              | 8               |
| 14                             | Txèquia                        | 1                              | 1                              | 1                              | 3               |
| 15                             | Bulgària                       | 1                              | 0                              | 0                              | 1               |
| 16                             | R.P. de la Xina                | 0                              | 6                              | 2                              | 8               |
| 17                             | Suècia                         | 0                              | 2                              | 1                              | 3               |
| 18                             | Dinamarca                      | 0                              | 1                              | 0                              | 1               |
| 18                             | Ucraïna                        | 0                              | 1                              | 0                              | 1               |
| 20                             | Belarús                        | 0                              | 0                              | 2                              | 2               |
| 20                             | Kazakhstan                     | 0                              | 0                              | 2                              | 2               |
| 22                             | Austràlia                      | 0                              | 0                              | 1                              | 1               |
| 22                             | Bèlgica                        | 0                              | 0                              | 1                              | 1               |
| 22                             | Regne Unit                     | 0                              | 0                              | 1                              | 1               |
| Total                          | Total                          | 69                             | 68                             | 68                             | 205             |